# Peter Levy (Kameramann)
Peter Levy (* 5. September 1955 in Sydney) ist ein australischer Kameramann.

## Leben
Levy begann seine Laufbahn als Kameramann 1982 in verschiedenen Fernsehproduktionen. 1987 arbeitete er erstmals mit Stephen Hopkins für dessen Debütfilm Dangerous Game mit John Polson zusammen. Es folgte eine bis heute andauernde Zusammenarbeit. Nachdem 1989 Hopkins und Levy mit Nightmare on Elm Street 5 – Das Trauma den fünften Teil der Nightmare on Elm Street-Reihe realisierten, kam 1990 Predator 2 in die Kinos. Für den Actionfilm mit Danny Glover wurde Peter Levy von der Australian Cinematographers Society zum Kameramann des Jahres gewählt. 1991 drehte er Ricochet – Der Aufprall mit Denzel Washington. Hiernach kam es mit Judgment Night – Zum Töten verurteilt und Explosiv – Blown Away zu weiteren Arbeiten mit Hopkins. Es folgten die Filme Die Piratenbraut (1995) von Renny Harlin und Operation – Broken Arrow (1996) unter der Regie von John Woo. Im Jahre 1996 war er auch am Film The War at Home beteiligt.
1998 war Levy an der Verfilmung der gleichnamigen Fernsehserie Lost in Space beteiligt. 2000 drehte er den Kriminalfilm Under Suspicion – Mörderisches Spiel mit Morgan Freeman und Gene Hackman. Die beiden Filme von Regisseur Hopkins floppten und ihre Zusammenarbeit endete vorerst. Peter Levy ging zurück zum Fernsehen und arbeitete für die Serien 24 und Without a Trace. 2004 kehrte er mit Hart am Limit zum Kinofilm zurück. Im gleichen Jahr kam es zu einer erneuten Zusammenarbeit mit Stephen Hopkins für den Fernsehfilm The Life and Death of Peter Sellers mit Geoffrey Rush in der Hauptrolle. Dies brachte ihm einen Emmy als Bester Kameramann.
Zuletzt arbeitete Levy an den Filmen Lonely Hearts Killers (2006) und The Reaping – Die Boten der Apokalypse (2007).

## Filmografie (Auswahl)
- 1989: Nightmare on Elm Street 5 – Das Trauma (A Nightmare on Elm Street 5: The Dream Child)
- 1990: Predator 2
- 1991: Ricochet – Der Aufprall (Ricochet)
- 1993: Judgment Night – Zum Töten verurteilt (Judgment Night)
- 1994: Explosiv – Blown Away (Blown Away)
- 1995: Die Piratenbraut (Cutthroat Island)
- 1996: Operation: Broken Arrow (Broken Arrow)
- 1996: The War at Home
- 1998: Lost in Space
- 2000: Under Suspicion – Mörderisches Spiel (Under Suspicion)
- 2004: The Life and Death of Peter Sellers
- 2004: Hart am Limit (Torque)
- 2006: Lonely Hearts Killers (Lonely Hearts)
- 2007: The Reaping – Die Boten der Apokalypse (The Reaping)